# Noyarey
Noyarey är en kommun i departementet Isère i regionen Auvergne-Rhône-Alpes i sydöstra Frankrike. Kommunen ligger i kantonen Fontaine-Sassenage som tillhör arrondissementet Grenoble. År 2022 hade Noyarey 2 321 invånare.

## Befolkningsutveckling
Antalet invånare i kommunen Noyarey
Referens:INSEE